# Philip Dalton Hepworth
Philip Dalton Hepworth (* 1890; † 21. Februar 1963 in London) war ein britischer Architekt und Landschaftsgestalter. 

## Leben
1906 bis 1910 studierte er an den Architectural Association Schools in London und an der École des Beaux-Arts in Paris. Danach wurde er Assistent von Walter Frederick Cave und reiste in dieser Zeit durch Frankreich. 1911 schloss er sein Studium mit dem Examen ab und arbeitete für Walter Frederick Cave, Hugh Patrick Guarin Maule und William Adam Forsyth, 1914 erhielt er ein Stipendium. 
Während des Ersten Weltkriegs diente er als Offizier bei den Pionieren.
Nach dem Weltkrieg gewann er mehrere Auszeichnungen in verschiedenen Wettbewerben und erhielt mehrere Preise für seine Wohn- und Landhausentwürfe. In den Jahren 1920–1930 zeichnete sich seine Architektur und die Entwürfe von Wohnhäusern durch eine hohe Qualität aus.

## Bauwerke

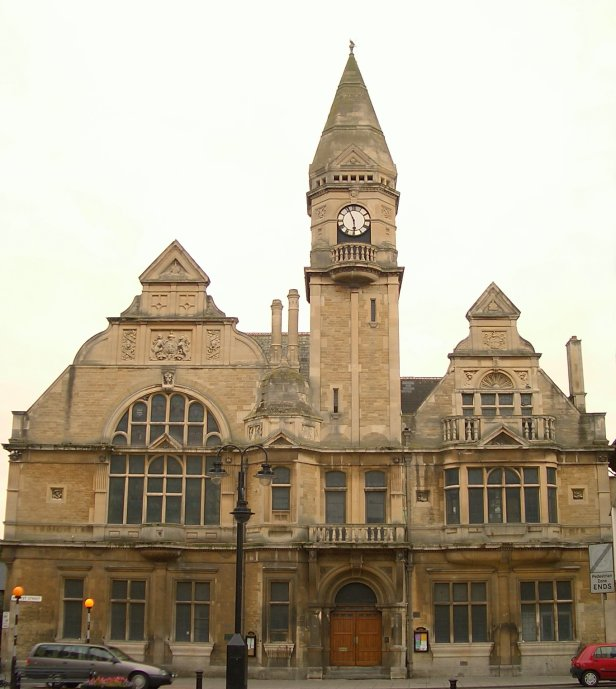
Rathaus von Trowbridge

1932 entwarf er die Walthamstow Town Hall. Das Gebäude wurde jedoch erst 1942 fertiggestellt; Grund hierfür waren die Bauverzögerungen, die durch den Zweiten Weltkrieg entstanden waren. Des Weiteren hatte er seit 1932 die Trowbridge Town Hall und eine große Anzahl von Wohnhäusern entworfen, seine Tätigkeit setzte er auch in Burma fort. Das von ihm bewohnte Haus restaurierte er eigenhändig und komplett, wobei er die Fassade Stein für Stein erneuerte. Von 1950 bis 1952 wurde unter seiner Leitung die Pfarrkirche „All Saints“ bei Crondall in Hampshire restauriert. Seit 1952 arbeitete er für Arthur Guinness & Sons und entwickelte für die Landarbeiter in Bodiam (Sussex) preiswerte Landhäuser. Hierbei kombinierte er preiswerte Bauweise mit traditionellem Design, er entwickelte eine bedeutende Nachkriegsarchitektur für die ländlichen Gebiete.

## Bauleitung von Kriegsgräberstätten

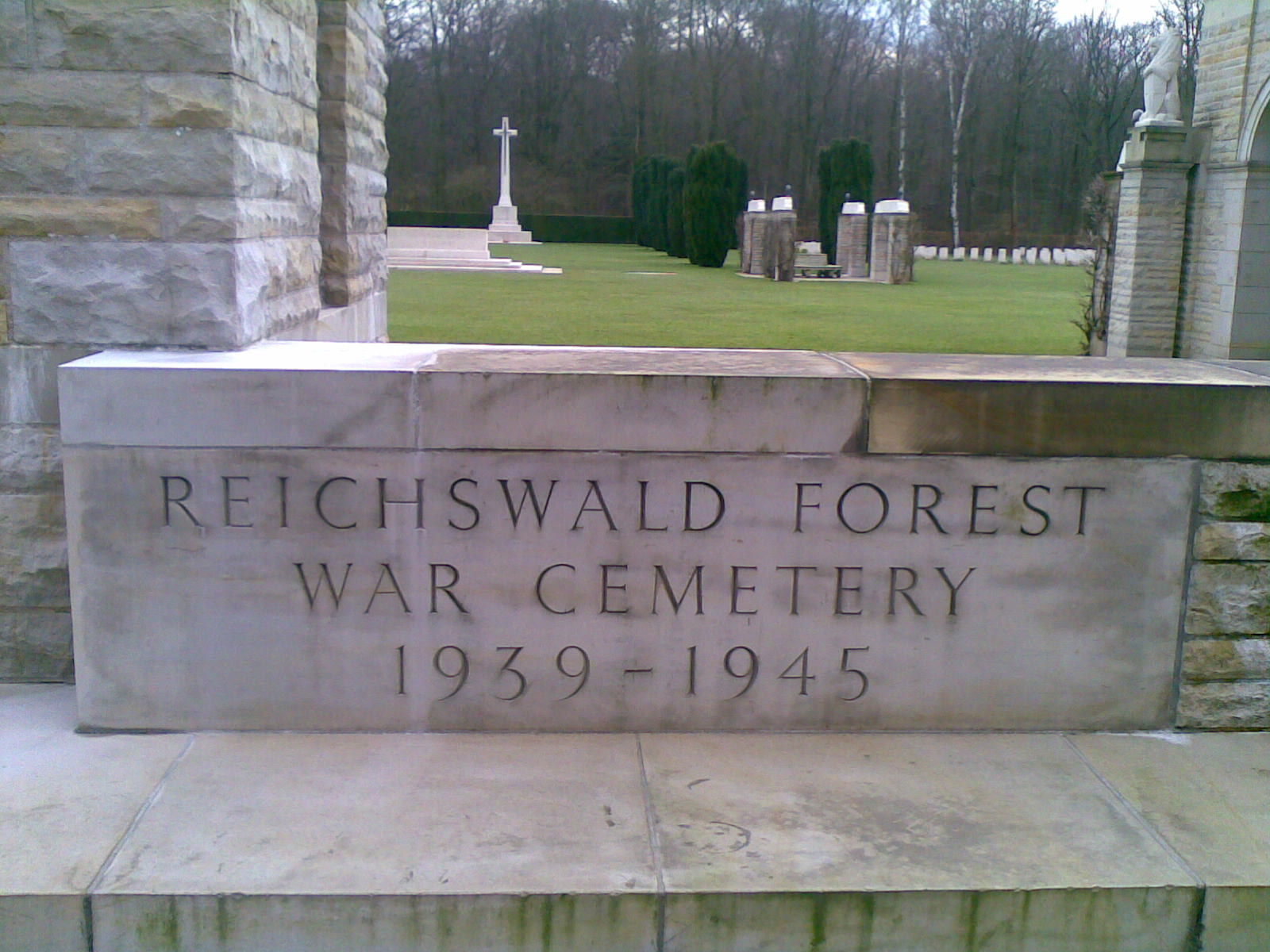
Kriegsgräberstätte Reichswald Forest War Cemetery

Im Zweiten Weltkrieg wurde er, nun bereits fünfzig Jahre alt, in der Heimwehr (Home Guard) eingesetzt, gleichzeitig hatte man ihn in die Kommission für den Wiederaufbau Londons berufen. 1944 erhielt er die Ernennung zum Leitenden Architekten  der jetzigen Commonwealth War Graves Commission (CWGC) für Nordwesteuropa und wurde Nachfolger von Sir Herbert Baker. Er setzte seine Ideen, in seinem ihm eigenen Landstil, bei der Errichtung der Soldatenfriedhöfe um und begann in der Normandie. Zu seinen Werken gehören die Kriegsgräberstätten  Tilly-sur-Seulles, Bayeaux, Douvres-la-Délivrande, Jerusalem, Ranville, Banneville-La-Campagne (Kanada), Beny-sur-Mer (Kanadischer Soldatenfriedhof) and Bretteville-sur-Laize (Kanadischer Soldatenfriedhof). Weiterhin entwarf er die Gedenkstätten in Bayeux und Dünkirchen. In den Niederlanden erbaute er die Kanadische Kriegsgräberstätte in Groesbeek und in Deutschland entwarf er die Kriegsgräberstätten Berlin (Heerstraße), Reichswald Forest War Cemetery, Becklingen War Cemetery, Kiel War Cemetery und Rheinberg War Cemetery.